# Peer Günt
I Peer Günt sono un trio heavy metal proveniente dalla città di Kouvola, Finlandia.
Questa band è stata formata nel 1976 ed ha raggiunto un discreto successo grazie ad album come Peer Günt del 1985, Backseat del 1986 e Good Girls Don't... del 1987. 
La band propone una musica molto energica, immediata ed orecchiabile con una forte impronta blues. Durante gli episodi più veloci nel sound della band è evidente l'influenza dei Motörhead.
Il gruppo ruota attorno alla figura carismatica del chitarrista cantante Timo Nikki che con voce calda, potente e ruvida, narra scenari e stili di vita come da tradizione americana, un'America tipicamente "on the road" fatta di bar fumosi, rock 'n' roll, ragazze disinibite...l'esigua vicinanza della regione di Kouvola con l'ex Unione Sovietica e gli storici dissapori con questo enorme "vicino di casa" hanno da sempre avvicinato le popolazioni di queste regioni finniche all'iconografia tipica della vecchia America; il trio di rockers finlandese ricalca alla perfezione questa tendenza.

## Formazione
- Timo Nikki - voce, chitarra
- Pete Pohjanniemi - basso
- Sakke Koivula - batteria

## Discografia

### Album studio
- 1985 - Peer Günt
- 1986 - Backseat
- 1987 - Good Girls Don't...
- 1988 - Fire Wire
- 1990 - Don't Mess With the Countryboys
- 1994 - Smalltown Maniacs
- 2005 - No Piercing, No Tattoo
- 2007 - Guts And Glory

### Live
- 2006 - Live at Rockperry

### Raccolte
- 1989 - Years on the Road
- 1997 - Golden Greats
- 2002 - Loaded
- 2006 - Bad Boys Are Here - Anthology